# 谷口到
谷口到（たにぐち いたる、1984年10月1日 - ）は、ジャパンラグビーリーグワン豊田自動織機シャトルズ愛知に所属するラグビー選手。

## プロフィール
- 茨城県那珂市出身。
- ポジションはナンバーエイト(No8)。
- 身長 188 cm、体重 105 kg
- 日本代表キャップは10。（2015年8月現在）
- 7人制日本代表に選出されたこともある[1]。
- ニックネームはいたる。

## 略歴
15歳からラグビーを始めた。
茗溪学園高校卒業後、2004年、筑波大学に入る。なお茗溪学園高校時代には高校日本代表に選ばれたことがある。
2008年、筑波大学卒業後、神戸製鋼コベルコスティーラーズ(現・コベルコ神戸スティーラーズ)に加入。また同年10月25日に行われたトップリーグ第6節のクボタスピアーズ戦に途中出場ながら公式戦初出場を果たす。
2010年11月6日に行われたロシア戦で日本代表初キャップを獲得した。
2011年、ラグビーワールドカップ2011の日本代表に選ばれる。なおワールドカップでは3試合に出場した。
2017年12月にトップリーグ100試合出場を達成した。
2021年、豊田自動織機シャトルズ愛知に加入。